# Liste d'élections en 1979
Chronologie des élections
- 1975
- 1976
- 1977
- 1978
- 1979
- 1980
- 1981
- 1982
- 1983

Cette liste recense les élections organisées durant l'année 1979. Elle inclut les élections législatives et présidentielles nationales dans les États souverains, ainsi que les principaux référendums.

## Commentaires généraux
Dans les années 1970, de nombreux États ne sont pas des démocraties, et n'organisent que des semblants d'élections, pour lesquelles aucune opposition n'est tolérée. C'est le cas en Union soviétique, où seuls les candidats approuvés par le Parti communiste peuvent se présenter au scrutin législatif du mois de mars. C'est le cas également de plusieurs États africains qui opèrent des régimes à parti unique : l'Algérie (février), le Mali (juin), les Seychelles (juin), le Congo-Brazzaville (juillet), la Tunisie (novembre), le Kenya (novembre), le Bénin (novembre), le Gabon (décembre), la Somalie (décembre) et le Togo (décembre). Le Botswana (décembre) est le seul État africain réellement démocratique à connaître des élections en 1979, tandis que l'expérience d'un retour à la démocratie au Ghana (juillet) et au Nigéria (août) se solde par de nouveaux coups d'États militaires. En Rhodésie (avril), le gouvernement blanc d'Ian Smith cède le pouvoir à la majorité noire de la population à travers des élections démocratiques en avril, qui ne sont toutefois pas reconnues comme légitimes par l'Organisation des Nations unies.
En Asie, la Révolution iranienne met fin à la monarchie autoritaire du shah, et instaure une théocratie islamique dotée d'aspects partiellement démocratiques. Le nouveau régime se légitime à travers deux référendums (en mars et en décembre) et par l'élection d'une assemblée constituante en août, sans toutefois garantir les conditions d'un vote à bulletin secret.
En Europe, l'opposition arrive au pouvoir par le biais d'élections démocratiques au Royaume-Uni (en mai) et au Portugal (décembre) ; il en va de même au Canada (mai). Dans ces trois pays, l'opposition de droite remporte les scrutins. Margaret Thatcher, du Parti conservateur, devient ainsi Première ministre du Royaume-Uni, entamant le premier de ses trois mandats. Dans le même temps, les citoyens des neuf États européens membres de la Communauté économique européenne élisent pour la première fois en juin le Parlement européen. 
Enfin, la décolonisation est presque arrivée à son terme en cette fin des années 1970. Le Danemark accorde l'autonomie au Groenland à la suite d'un référendum en janvier ; par le même biais, les États-Unis octroient l'autonomie aux Îles Marshall (référendum en mars), à la Micronésie (mars) et aux Palaos (juillet). Les élections au Honduras britannique (novembre) et au condominium franco-britannique des Nouvelles-Hébrides (novembre) dotent ces deux territoires autonomes du gouvernement qui les mènera à une pleine indépendance. 

## Par mois

### Janvier
| Date       | Pays      | Élections  | Contexte | Résultats |
| ---------- | --------- | ---------- | --- | --- |
| 17 janvier | Groenland | Référendum | La population est invitée à se prononcer pour ou contre l'obtention de l'autonomie politique de ce territoire danois. | L'autonomie est approuvée par 70,1 % des votants, et mise en œuvre le 1er mai. Des élections législatives se tiennent en avril.                                                   |
| 30 janvier | Rhodésie  | Référendum | En application de l'accord entre le gouvernement blanc et les nationalistes noirs modérés, les citoyens blancs sont invités à se prononcer pour ou contre un projet de constitution qui accorderait la très grande majorité des sièges du Parlement à la majorité noire de la population. | La population blanche se prononce à 85,4 % en faveur de cette transition démocratique. Des élections législatives se tiennent en mars. Le pays prend le nom de Zimbabwe-Rhodésie. |

### Février
| Date       | Pays       | Élections      | Contexte | Résultats |
| ---------- | ---------- | -------------- | --- | --- |
| 7 février  | Algérie    | Présidentielle | Élection anticipée, due à la mort du président Houari Boumédiène. L'Algérie à cette date est un État à parti unique. L'élection est un plébiscite : les citoyens sont appelés à voter pour ou contre le candidat unique.                                                                                      | Chadli Bendjedid (Front de libération nationale : nationalisme, socialisme arabe) est élu avec 99,4 % de suffrages favorables. |
| 11 février | Haïti      | Législatives   | Haïti à cette date est un État à parti unique. Le pays sévit sous une dictature corrompue et brutale, la majeure partie de la population vivant dans une extrême pauvreté. Les candidatures d'opposition sans étiquette sont tolérées dans une certaine mesure, mais ne peuvent défier réellement le pouvoir. | Le Parti de l'unité nationale, du dictateur Jean-Claude Duvalier, remporte tous les sièges sauf un. |
| 18 février | Bangladesh | Législatives   | Le coup d'État militaire de 1975 a abrogé le régime de parti unique ; la junte issue du coup d'État a restauré la liberté de la presse et le multipartisme en vue de ces élections. | Le Parti nationaliste (droite conservatrice et islamique, libérale en économie ; parti fondé par la junte) remporte plus des deux tiers des sièges. Le général Ziaur Rahman demeure président de la République jusqu'à son assassinat par une faction dissidente de l'armée en mai 1981. |
| 24 février | Samoa      | Législatives   | Il n'existe pas encore de partis politiques formels à cette date, mais des factions nettes, précurseurs de partis à venir. Seuls les matai (chefs de familles autochtones) et les citoyens d'origine étrangère ont le droit de vote.                                                                          | Le gouvernement sortant conserve de justesse sa majorité absolue, devançant d'un seul siège le bloc des députés d'opposition. Tufuga Efi demeure Premier ministre. |

### Mars
| Date          | Pays                                          | Élections    | Contexte | Résultats |
| ------------- | --------------------------------------------- | ------------ | --- | --- |
| 1er mars      | Écosse                                        | Référendum   | Les citoyens sont appelés à se prononcer pour ou contre l'instauration d'une autonomie politique pour le pays. | L'autonomie est approuvée par 51,6 % des votants. Mais le taux de participation étant de 63,7 %, seuls 32,9 % des inscrits ont voté « oui », en deçà du seuil minimal de 40 % nécessaire à l'adoption de la mesure. Celle-ci est donc considérée comme rejetée, provoquant la colère des nationalistes écossais au Parlement britannique. Ces derniers retirent leur confiance au gouvernement travailliste minoritaire de James Callaghan, provoquant sa chute et la tenue d'élections anticipées en mai.                              |
| 1er mars      | Espagne                                       | Législatives | | Parlement sans majorité. L'Union du centre démocratique (centre-droit chrétien-démocrate et libéral) conserve la majorité relative des sièges à la Chambre des députés, et la majorité absolue au Sénat. Adolfo Suárez (UCD) demeure Premier ministre, à la tête d'un gouvernement minoritaire soutenu par des partis de centre-droit et de droite en dehors du gouvernement. |
| 1er mars      | Îles Marshall                                 | Référendum   | La population est appelée à se prononcer sur une proposition de constitution qui octroierait l'autonomie à cet territoire sous souveraineté américaine. | La constitution est approuvée par 63,8 % des votants. Le pays obtient son autonomie le 1er mai. |
| 1er mars      | Pays de Galles                                | Référendum   | Les citoyens sont appelés à se prononcer pour ou contre l'instauration d'une autonomie politique pour le pays. | L'autonomie est rejetée par 79,7 % des votants. |
| 4 mars        | URSS                                          | Législatives | L'URSS est un État à parti unique. Le parti et les organisations de masse qui lui sont liées présentent un candidat unique par circonscription, les citoyens étant appelés à voter pour ou contre ce candidat. | Les candidats recueillent 99,9 % de suffrages favorables, et sont tous élus. Quelque trois quarts des élus représentent le Parti communiste, les autres étant issus d'organisations affiliées. Alexis Kossyguine demeure président du Conseil des ministres. |
| 6 mars        | Îles Vierges des États-Unis                   | Référendum   | La population est appelée à se prononcer sur une proposition de constitution qui octroierait l'autonomie à cet territoire sous souveraineté américaine. | La constitution est rejetée par 56,0 % des votants. |
| 18 et 19 mars | Finlande                                      | Législatives | | Parlement sans majorité. Le Parti social-démocrate (centre-gauche), au pouvoir, conserve la majorité relative avec un peu plus d'un quart des sièges. Mauno Koivisto (social-démocrate) devient Premier ministre, formant un gouvernement de coalition majoritaire avec le Parti du centre (libéral, agrarien), la Ligue démocratique du peuple (alliance du Parti communiste et d'autres partis de la gauche radicale) et le Parti populaire suédois de Finlande (centriste, social-libéral, représentant les Finlandais suédophones). |
| 27 mars       | Territoire sous tutelle des îles du Pacifique | Législatives | Premières élections dans ce territoire sous souveraineté américaine. Elles se tiennent dans les districts de Chuuk, Yap, Pohnpei et Kosrae, qui se sont accordés pour former une fédération autonome. Tous les candidats se présentent sans étiquette. | Les élus constituent le premier Congrès du territoire. Les États fédérés de Micronésie sont proclamés officiellement le 1er mai, en tant que territoire autonome mais toujours sous souveraineté américaine. Tosiwo Nakayama en dévient le premier président, choisi par le Congrès. |
| 30 et 31 mars | Iran                                          | Référendum   | La Révolution iranienne a contraint à l'exil le shah Mohammad Reza Pahlavi. Les islamistes ont pris le pouvoir, emmenés par l'ayatollah Rouhollah Khomeini. Les citoyens sont appelés à approuver l'abolition de la monarchie et l'instauration d'une république islamique. L'âge de vote est abaissé à 16 ans, afin que les adolescents ayant pris part à la Révolution puissent voter. Le vote ne se déroule pas à bulletin secret. | La proposition est approuvée officiellement par 99,3 % des votants. L'élection d'une assemblée constituante a lieu en août. Puis un nouveau référendum a lieu en décembre pour approuver la constitution du nouveau régime. |

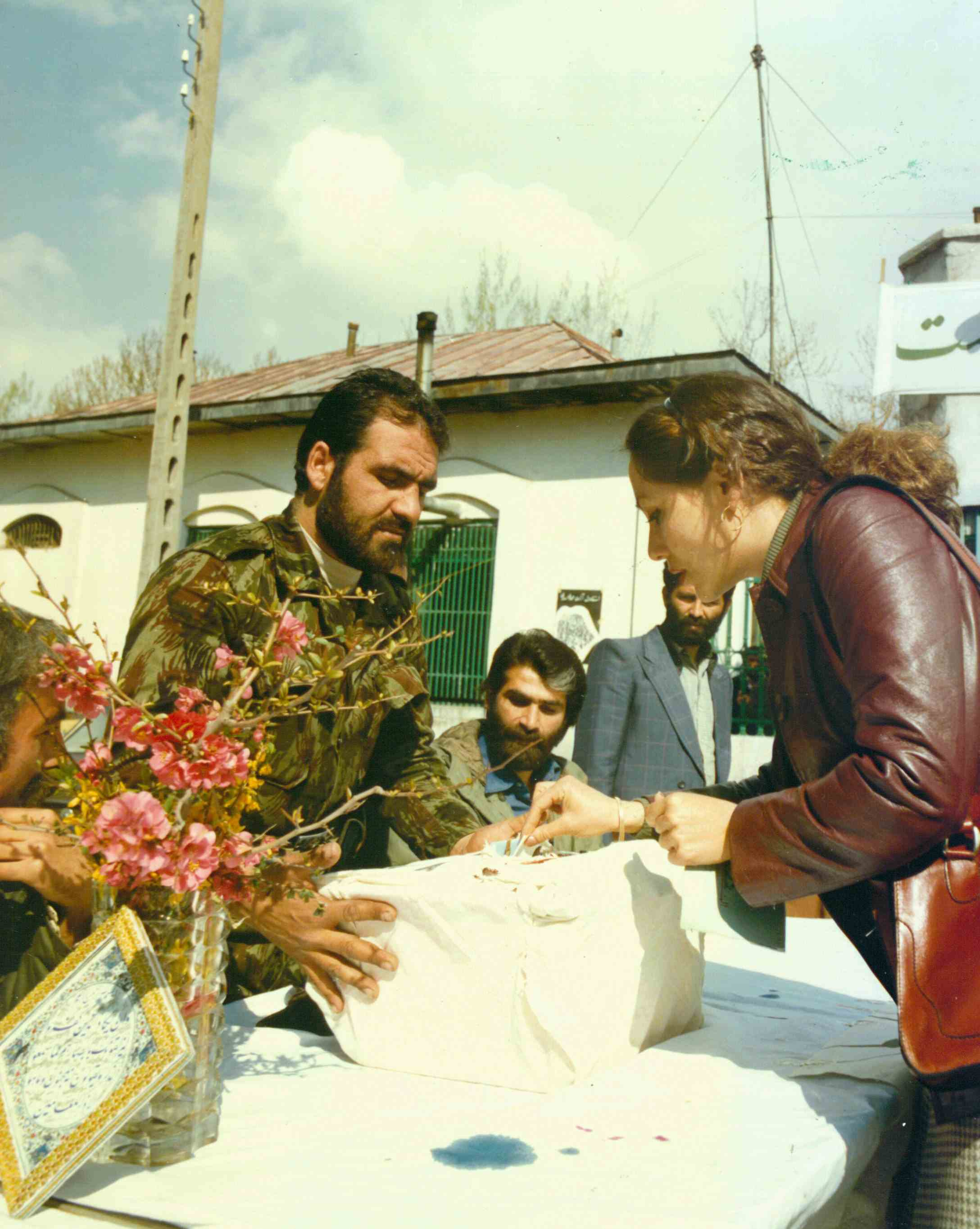
Une citoyenne iranienne glissant son bulletin dans l'urne durant le référendum du mois de mars.

### Avril
| Date           | Pays              | Élections                      | Contexte | Résultats |
| -------------- | ----------------- | ------------------------------ | --- | --- |
| 4 avril        | Groenland         | Législatives                   | Élection du nouveau parlement, marquant l'octroi de l'autonomie politique à ce territoire danois. | Le parti Siumut (gauche indépendantiste) remporte la majorité absolue des sièges. Jonathan Motzfeldt devient chef du gouvernement autonome. |
| 19 avril       | Égypte            | Référendum                     | Les citoyens sont appelés à se prononcer à travers deux référendums simultanés. Le premier soumet à leur approbation le traité de paix israélo-égyptien ; le second, la réintroduction du multipartisme. | Ces propositions sont approuvées respectivement par 99,9 % et 99,7 % des votants. |
| 10 et 21 avril | Zimbabwe-Rhodésie | Législatives                   | Ces élections marquent la fin du gouvernement minoritaire blanc. La nouvelle constitution prévoit que soixante-douze des cent sièges de la Chambre d'Assemblée soient pourvus au suffrage universel (donc élus principalement par les citoyens noirs), vingt au suffrage censitaire avec condition de niveau d'éducation (donc élus principalement par les citoyens blancs), et huit attribués à des blancs choisis par les députés élus. Le ZANU-PF et le ZAPU (mouvements noirs marxistes armés), qui mènent une guérilla contre le gouvernement, menacent d'empêcher la tenue du scrutin, dont ils ne reconnaissent pas la légitimité. | Le Conseil national africain uni (noir, centre-gauche) remporte de justesse la majorité absolue des sièges. Les vingt-huit « sièges blancs » reviennent au Front rhodésien (blanc, conservateur) jusque-là au pouvoir. Abel Muzorewa (CNAU) devient Premier ministre. Son gouvernement d'union nationale n'est toutefois pas reconnu par les guérillas marxistes, ni par l'ONU, qui le juge issu d'un accord rédigé par un gouvernement illégitime. De septembre à décembre, Abel Muzorewa prend part à des négociations avec le ZANU-PF et le ZAPU, sous médiation britannique. En décembre, il dissout son gouvernement et le pays repasse temporairement sous administration britannique (comme cela avait été le cas avant la Déclaration unilatérale d'indépendance des autorités blanches en 1965), le temps d'organiser des élections auxquelles prennent part toutes les parties. Celles-ci ont lieu en février 1980. |
| 22 avril       | Thaïlande         | Législatives                   | La Thaïlande à cette date est une dictature militaire. | Parlement sans majorité. Le Parti de l'action sociale (centre-gauche) obtient la majorité relative avec un peu plus d'un quart des sièges. Le général Kriangsak Chomanan (sans étiquette) demeure Premier ministre, le pouvoir demeurant aux mains des forces armées. |
| 29 avril       | Équateur          | Législatives et présidentielle | Tour unique des législatives et 2d tour de la présidentielle, le 1er tour ayant eu lieu en juillet 1978. Ce scrutin marque la fin de la dictature militaire et le retour à la démocratie. | Congrès sans majorité. Le parti Concentration des forces populaires (centre-gauche populiste) obtient la majorité relative des sièges. Son candidat Jaime Roldós Aguilera est élu président de la République avec 68,5 % des voix face à Sixto Durán Ballén (Parti social-chrétien : droite). |

### Mai
| Date   | Pays        | Élections    | Contexte | Résultats |
| ------ | ----------- | ------------ | --- | --- |
| 3 mai  | Royaume-Uni | Législatives | Les élections font suite à une période de difficultés et de désordre économiques et sociaux qualifiés d'« hiver du Mécontentement ». Le gouvernement travailliste minoritaire a été contraint de démissionner, ayant perdu le soutien des nationalistes écossais, précipitant des élections anticipées. | Alternance. Le Parti conservateur (droite libéral-conservatrice) remporte la majorité absolue des sièges. Margaret Thatcher devient Première ministre. |
| 6 mai  | Autriche    | Législatives | | Le Parti socialiste (SPÖ, centre-gauche) conserve une courte majorité absolue des sièges. Bruno Kreisky demeure chancelier. |
| 22 mai | Canada      | Législatives | | Parlement sans majorité. Alternance. Le Parti libéral (centriste, progressiste) au pouvoir obtient plus de suffrages que tout autre parti, mais moins de sièges que le Parti progressiste-conservateur (centre-droit), qui remporte la majorité relative. Joe Clark (progressiste-conservateur) devient Premier ministre, formant un gouvernement minoritaire. |

### Juin
| Date          | Pays                             | Élections                      | Contexte | Résultats |
| ------------- | -------------------------------- | ------------------------------ | --- | --- |
| 3 juin        | Italie                           | Parlementaires                 | C'est l'époque des attentats terroristes commis par les Brigades rouges. | Parlement sans majorité. Le parti Démocratie chrétienne (centriste) conserve la majorité relative des sièges dans les deux chambres. Francesco Cossiga (démocrate-chrétien) devient président du Conseil (premier ministre), formant un gouvernement de coalition avec le Parti social-démocrate (centre-gauche) et le Parti libéral (centre-droit conservateur et libéral). Il s'ensuit une période d'instabilité, et de changements de coalitions, avant la mise en place en 1981 du Pentapartito, une coalition centriste stable de cinq partis : les trois précédents, ainsi que le Parti socialiste (social-démocrate) et le Parti républicain (social-libéral). |
| 7 juin        | Égypte                           | Législatives                   | Ces élections font suite à l'introduction d'une forme de multipartisme, l'ancien parti unique s'étant scindé en trois. | Le Parti national démocratique (centriste, autoritaire, laïc), du président Anouar el-Sadate, remporte une très large majorité des sièges. Moustapha Khalil demeure Premier ministre. |
| 7 au 10 juin  | Communauté économique européenne | Législatives                   | Première élection du Parlement européen, dans les neuf États membres de la C.E.E.. Première élection d'une assemblée internationale au suffrage universel. | Parlement sans majorité. La Confédération des partis socialistes remporte la majorité relative avec un peu plus d'un quart des sièges. La Française Simone Veil (Fédération des partis libéraux et démocrates : centristes libéraux) est élue présidente du Parlement. |
| 10 juin       | Luxembourg                       | Législatives                   | | Parlement sans majorité. Alternance. Le Parti populaire chrétien-social (CSV ; centre-droit) conserve la majorité relative des sièges. Pierre Werner (CSV) devient Premier ministre, formant un gouvernement de coalition avec le Parti démocratique (centre-droit conservateur et libéral). |
| 18 juin       | Ghana                            | Législatives et présidentielle | Tour unique des législatives et 1er tour de la présidentielle. Premières élections depuis 1969. À la suite du coup d'État de 1972, le pays a connu sept ans de régime militaire. Peu avant la tenue d'élections démocratiques prévues par le régime, un coup d'État interne aux forces armées a lieu le 4 juin 1979. Le nouveau régime militaire exécute ses prédécesseurs, mais autorise la tenue d'un scrutin multipartite. | Le Parti national populaire (gauche nkrumaïste) remporte de justesse la majorité absolue des sièges au Parlement. Le second tour de la présidentielle a lieu en juillet. |
| 19 juin       | Mali                             | Législatives et présidentielle | Le Mali à cette date est un État à parti unique. Le parti présente plusieurs candidats par siège à pourvoir, les citoyens pouvant les départager ou bien voter contre l'ensemble des candidats. Premières élections depuis 1964. | Le parti Union démocratique du peuple, fondé par la junte, remporte la totalité des sièges, avec officiellement 99,9 % de suffrages favorables. Près de la moitié des députés sortants, toutefois, sont battus. Moussa Traoré (UDP), auteur du coup d'État militaire de 1968 et seul candidat à l'élection présidentielle, est élu président avec 100 % des voix. |
| 23 au 26 juin | Seychelles                       | Législatives et présidentielle | Les Seychelles à cette date sont un État à parti unique. Indépendant depuis 1976, il a subi un coup d'État en 1977. Le parti présente plusieurs candidats par siège à pourvoir, les citoyens pouvant les départager ou bien voter contre l'ensemble des candidats. Premières élections depuis 1964. L'élection présidentielle est un plébiscite, les citoyens étant appelés à voter pour ou contre le candidat unique.        | Le Front progressiste populaire obtient 98 % des suffrages et tous les sièges au Parlement. France-Albert René est élu président de la République avec 98,0 % de suffrages favorables. |

### Juillet
| Date        | Pays                          | Élections                      | Contexte | Résultats |
| ----------- | ----------------------------- | ------------------------------ | --- | --- |
| 1er juillet | Bolivie                       | Législatives et présidentielle | Les résultats des élections de 1978 ont été annulés par la Cour électorale en raison d'importantes fraudes. Le scrutin de 1979 est organisé par un régime militaire par intérim. | Congrès sans majorité. Alternance. Le Mouvement nationaliste révolutionnaire (centre-gauche) et ses alliés allant de la gauche au centre-droit (communistes, chrétiens-démocrates, conservateurs libéraux...) obtiennent la majorité relative des sièges à la Chambre des députés, et la majorité absolue au Sénat. Hernán Siles Zuazo (Union populaire et démocratique : alliance de partis de gauche dont le Mouvement nationaliste révolutionnaire de gauche et le Mouvement de la gauche révolutionnaire) arrive en tête de l'élection présidentielle avec 36,0 % des voix, avec à peine 1 500 suffrages de plus que Víctor Paz Estenssoro (Mouvement nationaliste révolutionnaire ; 35,9 %), et devant six autres candidats. Aucun candidat n'ayant atteint la majorité absolue des suffrages, le Congrès doit choisir le président de la République, mais ne parvient pas à s'accorder sur l'un des candidats. Wálter Guevara (Parti révolutionnaire authentique : centre-droit conservateur et libéral, allié au MNR), le président du Sénat, doit alors exercer la présidence de la République par intérim, avant de nouvelles élections. Il est renversé en octobre par un coup d'État militaire ; de nouvelles élections ont lieu en juin 1980. |
| 1er juillet | Mexique                       | Législatives                   | Sous la présidence de José López Portillo, le pays se démocratise dans une certaine mesure, les partis d'opposition étant désormais autorisés. | Le Parti révolutionnaire institutionnel (centriste), au pouvoir depuis 1929, remporte près des trois quarts des sièges. |
| 2 juillet   | Sainte-Lucie                  | Législatives                   | Premières élections législatives après l'indépendance du pays, ancien territoire britannique, le 22 février. | Alternance. Le Parti travailliste (centre-gauche), principal parti d'opposition, remporte la majorité absolue des sièges. Allan Louisy devient Premier ministre. |
| 7 juillet   | Nigeria                       | Législatives                   | Premières élections depuis 1964. Le régime militaire issu du coup d'État de juillet 1966 autorise la tenue de ces élections multipartites. | Parlement sans majorité. Le Parti national remporte la majorité relative des sièges dans les deux chambres, et forme une coalition majoritaire avec le Parti du peuple. Une élection présidentielle a lieu en août. |
| 8 juillet   | République populaire du Congo | Référendum                     | À la suite de l'assassinat du président Marien Ngouabi, le pays est sous régime militaire depuis deux ans. Les citoyens sont appelés à approuver une constitution pour restaurer un gouvernement civil, d'inspiration marxiste-léniniste. Des élections législatives ont lieu le même jour.              | La constitution est approuvée officiellement par 96,9 % des votants. |
| 8 juillet   | République populaire du Congo | Législatives                   | La République populaire du Congo (Congo-Brazzaville) est un État à parti unique. Le parti présente une liste unique contenant autant de candidats qu'il y a de sièges à pourvoir. Les candidats sont membres du parti, ou bien des organisations de masse qui lui sont liées, ou bien des forces armées. | Le Parti du travail (marxiste-léniniste) conserve automatiquement tous les sièges, malgré 2,7 % de bulletins blancs ou nuls. Louis Sylvain-Goma demeure Premier ministre. |
| 9 juillet   | Ghana                         | Présidentielle                 | 2d tour | Hilla Limann (Parti national populaire : gauche nkrumaïste) est élu avec 62,0 % des voix face à Victor Owusu (Parti du front populaire : centre-droit). Il est toutefois renversé en décembre 1981 par le lieutenant Jerry Rawlings, déjà auteur du coup d'État militaire qui avait précédé les élections de 1979. |
| 9 juillet   | Palaos                        | Référendum                     | La population est appelée à se prononcer sur une proposition de constitution qui octroierait l'autonomie à cet territoire sous souveraineté américaine. | La constitution est approuvée par 92,0 % des votants. Le pays obtient son autonomie le 1er janvier 1981. |

### Août
| Date        | Pays    | Élections                             | Contexte | Résultats |
| ----------- | ------- | ------------------------------------- | --- | --- |
| 3 et 4 août | Iran    | Élection d'une assemblée constituante | Cette élection fait suite à la Révolution iranienne et à la proclamation d'une république islamique. | Le Parti de la république islamique (islamiste) remporte une large majorité des sièges. La constitution théocratique rédigée par cette assemblée est soumise aux citoyens par référendum en décembre.                                                                           |
| 11 août     | Nigeria | Présidentielle                        | Le scrutin fait suite aux élections législatives de juillet. | Shehu Shagari (Parti national) est élu avec 33,8 % des voix face à quatre autres candidats. Le régime militaire lui cède formellement le pouvoir le 1er octobre, marquant le début de la Deuxième République. Celle-ci prend fin en 1983 avec un nouveau coup d'État militaire. |
| 25 août     | Somalie | Référendum                            | À la suite du coup d'État de 1969, le pays est sous régime militaire. Les citoyens sont appelés à approuver une constitution qui rétablirait des institutions civiles, dans le cadre d'un régime à parti unique. | La constitution est approuvée officiellement par 99,8 % des votants. Des élections législatives ont lieu en décembre. |

### Septembre
| Date         | Pays  | Élections    | Contexte | Résultats |
| ------------ | ----- | ------------ | -------- | --- |
| 16 septembre | Suède | Législatives |          | Parlement sans majorité. Le Parti social-démocrate des travailleurs (centre-gauche), principal parti d'opposition, conserve la majorité relative des sièges. La coalition de centre-droit se maintient au pouvoir. Thorbjörn Fälldin (Parti du centre : centre-droit libéral) devient Premier ministre, en coalition avec le Parti du peuple (centre-droit libéral) et les Modérés (centre-droit libéral-conservateur). Ensemble, ces partis de centre-droit disposent d'une très courte majorité absolue, devançant d'un seul siège les sociaux-démocrates et les communistes. |

### Octobre
| Date       | Pays     | Élections    | Contexte                                                                                | Résultats |
| ---------- | -------- | ------------ | --------------------------------------------------------------------------------------- | --- |
| 7 octobre  | Japon    | Législatives |                                                                                         | Parlement sans majorité. Le Parti libéral-démocrate (droite) conserve la majorité relative des sièges, manquant une nouvelle fois de peu la majorité absolue. Masayoshi Ōhira (PLD) demeure Premier ministre.                                                                                          |
| 20 octobre | Botswana | Législatives | Le Botswana est l'une des rares démocraties multipartites d'Afrique noire à cette date. | Le Parti démocratique (conservateur), au pouvoir depuis l'indépendance du pays en 1966, conserve sa large majorité des sièges. Seretse Khama demeure président de la République, jusqu'à son décès en juillet 1980 ; Quett Masire lui succède.                                                         |
| 21 octobre | Suisse   | Législatives |                                                                                         | Parlement sans majorité. Le Parti radical-démocratique (social-libéral) et le Parti socialiste (gauche) remportent chacun un quart des sièges au Conseil national, tandis que le Parti démocrate-chrétien (centre-droit) obtient la majorité relative des sièges au Conseil des États (chambre haute). |
| 23 octobre | Danemark | Législatives |                                                                                         | Parlement sans majorité. Les Sociaux-démocrates (centre-gauche) conservent la majorité relative avec 38 % des sièges. Anker Jørgensen (social-démocrate) demeure Premier ministre, formant un gouvernement minoritaire.                                                                                |

### Novembre
| Date        | Pays                 | Élections                      | Contexte | Résultats |
| ----------- | -------------------- | ------------------------------ | --- | --- |
| 4 novembre  | Tunisie              | Législatives                   | La Tunisie à cette date est un État à parti unique. Le parti présente plusieurs candidats par circonscription, et invite les citoyens à les départager. | Le Parti socialiste destourien conserve automatiquement tous les sièges, malgré 3,8 % de bulletins blancs ou nuls. |
| 8 novembre  | Kenya                | Législatives et présidentielle | Le Kenya à cette date est un État à parti unique. Le parti présente en moyenne 4,7 candidats par siège à pourvoir, et invite les citoyens à les départager. L'élection présidentielle, toutefois, est annulée car le parti a présenté un unique candidat, déclaré élu sans la tenue d'un scrutin. | Le parti Union nationale africaine kenyane (conservateur) conserve automatiquement tous les sièges, mais plus de la moitié des députés sortants (dont plusieurs ministres) sont battus. Daniel arap Moi est déclaré automatiquement réélu président de la République. |
| 14 novembre | Nouvelles-Hébrides   | Législatives                   | Le pays à cette date est un condominium autonome franco-britannique. Ces élections préparent le pays à l'indépendance. | Alternance. Le Vanua'aku Pati (socialisme mélanésien, indépendantiste, anglophone) remporte une large majorité des sièges, devançant très nettement le Parti modéré (conservateur, francophone, rétif à une indépendance trop rapide). Walter Lini devient ministre-en-chef, puis Premier ministre lorsque le pays accède à l'indépendance en juillet 1980, devenant la République de Vanuatu. |
| 20 novembre | Bénin                | Législatives                   | Premières élections législatives depuis 1964. À la suite du coup d'État de 1972, le pays est un État à parti unique. Les citoyens sont appelés à voter pour ou contre la liste unique de candidats présentés par le parti.                                                                        | Les candidats du Parti de la Révolution populaire (marxiste-léniniste) sont approuvés officiellement par 98,3 % des votants. L'Assemblée nationale révolutionnaire issue de ce scrutin élit formellement Mathieu Kérékou à la présidence de la République. |
| 21 novembre | Honduras britannique | Législatives                   | Ces élections préparent ce territoire britannique autonome à l'indépendance. | Le Parti uni du peuple (centre-gauche chrétien-démocrate) conserve une large majorité des sièges. George Cadle Price demeure Premier ministre, et mène le pays à l'indépendance en 1981. |

### Décembre
| Date            | Pays                            | Élections                      | Contexte | Résultats |
| --------------- | ------------------------------- | ------------------------------ | --- | --- |
| 2 décembre      | Portugal                        | Législatives                   | | Alternance. L'Alliance démocratique (coalition de partis de centre-droit) remporte de justesse la majorité absolue des sièges. Francisco Sá Carneiro (Parti social-démocrate : droite libéral-conservatrice, membre de l'Alliance) devient Premier ministre. |
| 2 et 3 décembre | Iran                            | Référendum                     | La Révolution iranienne a contraint à l'exil le shah Mohammad Reza Pahlavi, qui s'est réfugié aux États-Unis. Les islamistes ont pris le pouvoir, emmenés par l'ayatollah Rouhollah Khomeini. En novembre, des étudiants islamistes iraniens prennent en otage le personnel de l'ambassade américaine à Téhéran. Les citoyens sont appelés à approuver une nouvelle constitution qui met en place une théocratie islamique assortie de certains éléments démocratiques. Le vote ne se déroule pas à bulletin secret. | La constitution est approuvée officiellement par 99,5 % des votants. |
| 2 et 3 décembre | Islande                         | Législatives                   | | Parlement sans majorité. Le Parti de l'indépendance (droite libéral-conservatrice conserve la majorité relative des sièges dans les deux chambres, mais est divisé en factions. Gunnar Thoroddsen (Parti de l'indépendance) devient Premier ministre, formant une coalition entre sa faction du parti et le Parti du progrès (centre-droit agrarien) et l'Alliance populaire (gauche). |
| 5 décembre      | Saint-Vincent-et-les-Grenadines | Législatives                   | Premières élections après l'indépendance du pays, ancien territoire britannique, le 27 octobre. | Le Parti travailliste (gauche) conserve sa large majorité des sièges. Milton Cato demeure Premier ministre. |
| 30 décembre     | Gabon                           | Présidentielle                 | La Gabon à cette date est un État à parti unique. | Seul candidat autorisé, Omar Bongo (Parti démocratique : conservateur) est automatiquement réélu avec 100 % des suffrages exprimés, malgré 0,03 % de bulletins blancs ou nuls. |
| 30 décembre     | Somalie                         | Législatives                   | La Somalie à cette date est un État à parti unique. Premières élections depuis 1969. Les citoyens sont appelés à voter pour ou contre la liste unique de candidats présentée par le parti. | Les candidats du Parti socialiste révolutionnaire (socialisme islamique, nationaliste) sont approuvés officiellement par 99,9 % des votants. Les députés élisent le général Siad Barre à la présidence de la République. |
| 30 décembre     | Togo                            | Référendum                     | Il est demandé aux citoyens d'approuver le maintien du régime à parti unique institué dix ans plus tôt à la suite d'un coup d'État. | Le taux d'approbation est officiellement de 99,9 %. |
| 30 décembre     | Togo                            | Législatives et présidentielle | Le Togo à cette date est un État à parti unique. Premières élections depuis 1963. | Le parti Rassemblement du peuple (conservateur) remporte automatiquement tous les sièges à l'Assemblée nationale, malgré 3,3 % de votes blancs ou nuls. Gnassingbé Eyadéma, auteur du coup d'État, est automatiquement élu président de la République, malgré 0,02 % de votes blancs ou nuls.                                                                                          |